# Armand Millet
Pour les articles homonymes, voir Millet.
Armand Millet, né le 8 septembre 1845 à Bourg-la-Reine et mort le 9 août 1920 dans la même ville, est un horticulteur français.

## Biographie
Armand Millet est le fils d'un couple d'horticulteurs, d'une famille qui, de 1838 à 1940, approvisionne le marché de Paris en violettes de leur production. Lui-même devient un des horticulteurs les plus connus de France. Passionné par les violettes, les fraisiers et les rosiers, il doit sa célébrité à ses créations de nouvelles variétés et ses publications.
Dans sa jeunesse, il voyage en Belgique, aux Pays-Bas et en Angleterre, perfectionnant ses connaissances dans les grands établissements horticoles de ces nations.
Il épouse Marie-Rosalie Varengue en 1867 à Bourg-la-Reine, il reprend alors l'exploitation familiale en 1868, produisant fraisiers et violettes, des pivoines, dahlias et iris. Deux ans plus tard, l'occupation des Prussiens se solde par la destruction de ses serres, qu'il reconstruit.
En 1874, il est membre de la Société nationale d'horticulture de France et vice-président du Comité de floriculture. Il crée de nouvelles variétés qui remportent un vif succès et est récompensé par de nombreux prix à travers des expositions internationales. Il est élu au conseil municipal de Bourg-la-Reine en 1884. À cette époque-là, la banlieue sud de Paris compte à peu près 200 hectares de châssis.
Il meurt sur son lieu de travail, au 20, Grande-Rue (actuelle avenue du Général-Leclerc), le 9 août 1920. Il est enterré au cimetière de Bourg-la-Reine (dans la division 6).

## Créations
Violettes
- Brune de Bourg-la-Reine, premier prix de la catégorie (1879) ;
- Violette odorante (Viola odorata) 'Cœur d'Alsace', baptisée ainsi en l'honneur du prochain retour espéré de l'Alsace à la France (1916) ;
- Souvenir de Millet père ;
- Gloire de Bourg-la-Reine ;
- La France.

Fraisiers
- Passe Edouard ;
- La Parisienne ;
- Monsieur Scalarandis ;
- Commandant Marchand.

## Récompenses
- 1879 : premier prix pour sa création de violettes Brune de Bourg-la-Reine.
- Grand prix de Paris.
- Grand prix de Londres.
- 1904 : Exposition internationale de Saint-Louis, États-Unis.
- Grand prix de Milan.
- Grand prix de Bruxelles.

## Décorations
- 1905 : officier du Mérite agricole.
- 1911 : chevalier de la Légion d'honneur à l'occasion de l'Exposition internationale de Bruxelles.

## Hommages
- La municipalité de Bourg-la-Reine donna le nom de rue Armand-Millet à une voie tracée en 1925 dans ses parcelles de culture, ainsi que celui de rue Varengue, en l'honneur de son épouse, à une autre voie de la ville.

## Publications
- Les Violettes, 1898 , réédité en 1999  par la Société nationale d'horticulture de France, coll. horticole art des jardins,  (ISBN 2-919911-12-0)
- De l'empyème gangréneux interlobaire, Éd. G. Steinheil, 1890, (ASIN B001BWAUDI)
- Les Fraisiers, Amateur de belles plantes